# Русиново (Калузька область)
Русиново (рос. Русиново) — присілок в Ферзиковському районі Калузької області Російської Федерації.
Населення становить 1 особу. Входить до складу муніципального утворення Присілок Аристово.

## Історія
Від 2004 року входить до складу муніципального утворення Присілок Аристово

## Населення
| 2002 | 2010 | 2011 |
| ---- | ---- | ---- |
| 2    | ↘1   | →1   |